# Denis Pauli
Denis Pauli (* 25. September 1978 in Karaganda, Kasachstan) ist ein deutscher Politiker (AfD). Er zog über Listenplatz 22 der AfD Nordrhein-Westfalen in den 21. Deutschen Bundestag ein.

## Leben
1997 schloss Pauli sein Fachabitur ab. Von 1997 bis 2000 machte er eine Ausbildung zum Maurer. 2000 bis 2012 studierte er an der Fachhochschule Lippe, Abteilung Detmold, zum Diplom-Bauingenieur.
Seit 2004 ist er Unternehmer im Außenhandel.
Seit 2017 ist er Mitglied in der AfD. 2019 wurde Gründungsmitglied und Vorsitzender des Vereins Zentralrat der Russlanddeutschen. Seit 2021 ist er Sachkundiger Bürger im Landschaftsverband Westfalen-Lippe. 2021 bis 2022 war er Fraktionsgeschäftsführer der AfD-Fraktion im Landschaftsverband Westfalen-Lippe.